# Alfaiataria
Alfaiataria (masculina ou feminina) é uma arte surgida no final da idade media entre os séculos XII e XIV, que atravessou séculos e vem se transformando e evoluindo, ganhando bastante destaque nas mãos de renomados alfaiates como Giorgio Armani e Ermenegildo Zegna.
Nos últimos cem anos houve grandes inovações na alfaiataria masculina e feminina, com os aprimoramentos nas maquinas de costura e dos teares, foi possível gerar tecidos cada vez melhores e mais confortáveis, o que possibilitou a produção de peças com modelagens impecáveis as quais se adaptam ao estilo de vida moderna, sendo ideal para homens e mulheres que buscam conforto e requinte.
Traço marcante da alfaiataria é a busca continua do alfaiate pela perfeição respeitando sempre as particularidades e medidas de cada cliente. Onde cada peça é confeccionada exclusivamente de acordo com as preferências de cada um, assim, a qualidade fica em primeiro lugar para satisfazer as exigências de clientes que fazem questão de peças sob medida.